# Runestenen Gørlev 1
Runestenen Gørlev 1 er en runesten, fundet i Gørlev i 1921. Runestenen blev fundet ved restaurering af kirken som tærskelsten under det senmiddelalderlige våbenhus. Nu står den i våbenhuset sammen med Runestenen Gørlev 2. Runestenen er ristet på to sider.

## Indskrift
| Translitteration | þiauþui : risþi : stin þąnsi : aft uþinkaur : fuþąrkhniastbmlR : niut ual kums : þmkiiissstttiiilll (:) iak sata ru--ri(t) kuni armutR kru(b)------'                 |
| Transskription   | Þiūðvē ræisþi stæin þannsi æft Ōðinkaur. FuþąrkhniastbmlR. Niūt vel kumbls! þmkiiissstttiiilll [=þistill/mistill/kistill], iak satta rū[na]R ret. Gunni, ArmundR ... |
| Oversættelse     | Thjodvi rejste denne sten efter Odinkar. fuþąrkhniastbmlR. Brug kumlet vel. Tidsel, mistelten, lille kiste. Jeg satte runerne rigtigt. Gunne, Armund …               |

Indskriften er ordnet i to parallelle linjer på hver side af stenen. Den præcise betydning af udtrykket 'nyd kumlet' kendes ikke, men en lignende formel 'nyd kumlet vel' genfindes på den jævngamle Nørre Nærå-stenen fra Fyn. Det er ligeledes usikkert, hvad formålet med formlen þistill mistill kistill er, men den kendes fra andre runeindskrifter, bl.a. fra middelalderen. Runerne er meget fint ristede og er især utydelige øverst på B-siden. De to navne Gunne og Armund kan eventuelt være tilføjet af en anden runerister.